# Alvignac

Alvignac este o comună în departamentul Lot din sudul Franței. În 2009 avea o populație de 675 de locuitori.

## Evoluția populației
| An        | 1975 | 1982 | 1990 | 1999 | 2006 | 2009 |
| --------- | ---- | ---- | ---- | ---- | ---- | ---- |
| Populație | 525  | 566  | 473  | 573  | 638  | 675  |